# Альмагест
«Альмаге́ст» (лат. Almagest, от араб. الكتاب المجسطي‎, аль-Китаб аль-Маджисти — «Великое построение», также «Великое математическое построение по астрономии в 13 книгах») — классический труд Клавдия Птолемея, появившийся около 140 года и включающий полный комплекс астрономических знаний Греции и Ближнего Востока того времени. «Альмагест» на протяжении тринадцати столетий оставался основой астрономических исследований.

## Название
Первоначально труд Птолемея был назван «Математическое собрание в 13 книгах» (др.-греч. Μαθηματικῆς Συντάξεως βιβλία ιγ, лат. Syntaxis Mathematica). Позднее, возможно в III веке, он был назван «Большим собранием» (др.-греч. Ἡ μεγάλη σύνταξις, лат. Syntaxis Magna). — в противоположность «Малой астрономии» (сборник сочинений по математике и астрономии, которые полагалось изучать после «Начал» Евклида, но перед трудом Птолемея).
В поздней Античности книгу Птолемея также называли «Величайшим собранием» (др.-греч. Ἡ μεγίση σύνταξις). В Европе сочинение Птолемея вновь приобрело известность в эпоху Возрождения после обретения арабского перевода манускрипта. При переводе на арабский греческое слово «величайшее» (др.-греч. μεγίστη, в византийском произношении «мегисти») было принято за название и транскрибировано как «аль-маджисти» (араб. المجسطي‎) или (в египетском произношении) «аль-магисти», а оно, в свою очередь, было передано по-латыни как «Альмагест» (лат. Almagestum), что в итоге и стало общеупотребительным названием.

## Содержание
«Альмагест» содержит детальное изложение геоцентрической системы мира, согласно которой Земля покоится в центре мироздания, а все небесные тела обращаются вокруг неё. Математическую основу этой модели разработали Евдокс Книдский, Гиппарх, Аполлоний Пергский и сам Птолемей. Наблюдательной основой послужили астрономические таблицы Гиппарха, в свою очередь опиравшегося, помимо греческих наблюдений, на записи вавилонских астрономов.

### Математические основания астрономии
В первых двух книгах «Альмагеста» изложены математические основания астрономии. При этом в первой книге Птолемей приводит ключевые положения, на которых строится его система:
- Небосвод представляет собой вращающуюся сферу.
- Земля является шаром, помещённым в центре мира.
- Земля может считаться точкой по сравнению с расстоянием до сферы неподвижных звёзд.
- Земля неподвижна.

Он обосновывает эти положения опытными фактами и критикует альтернативные подходы.
Далее излагается математическая теория движения светил — улучшенная теория Гиппарха (хотя теорию прецессии Птолемей скорее ухудшил, использовав менее точные данные). Каждая планета, согласно Птолемею, равномерно движется по кругу (эпициклу), центр которого, в свою очередь, движется по другому кругу (деференту). Это позволяет объяснить видимую неравномерность движения планет и, до некоторой степени, изменение их яркости.

### Теория движения Луны и Солнца
В третьей книге излагается — целиком по Гиппарху — теория движения Солнца.
В книге четвёртой Птолемей существенно развивает гиппархову теорию движения Луны. Он усложняет модель Гиппарха, в которой движение Луны объяснялось лишь движением по эксцентрику, и вводит дополнительный эпицикл, а центр лунного эксцентрика-деферента заставляет обращаться вокруг Земли. Сверх того, Птолемей вводит колебательное движение лунного эпицикла — «просневзис» (др.-греч. πρόσνευσις). Всё это позволило предвычислять положения Луны с погрешностью менее 10′ — неслыханная по тем временам точность! Однако, согласно теории Птолемея, расстояние до Луны и её видимый размер должны были сильно меняться, чего реально не наблюдается.
В «Альмагесте» содержится описание открытого Птолемеем явления эвекции — отклонения движения Луны от точного кругового.

### Звёздный каталог Птолемея
В книгах VII и VIII содержится звёздный каталог Гиппарха, дополненный самим Птолемеем и другими александрийскими астрономами; число звёзд в каталоге увеличено до 1022 (у Гиппарха их было 850). Положения звёзд из каталога Гиппарха Птолемей, по-видимому, скорректировал, приняв для прецессии неточное значение 1˚ в столетие (правильное значение ~1˚ за 72 года). Систематическая ошибка координат связана также с тем, что Птолемей считал наклон эклиптики равным 11/83 полукруга, то есть 23.855°, а в предполагаемый период составления каталога он был на 10.5 минут меньше. Величина деления измерительных приборов Птолемея не превосходила 10 минут. Однако средняя случайная ошибка измерений широт составляет около 20 минут (долгот — несколько больше).
Внося дополнения в каталог Гиппарха, Птолемей опирался и на результаты собственных наблюдений. В «Альмагесте» описаны те астрономические инструменты, которыми он пользовался: армиллярная сфера (астролабон) — инструмент для определения эклиптических координат небесных тел, трикветрум для измерения угловых расстояний на небе, диоптр для измерения угловых диаметров Солнца и Луны, квадрант и меридианный круг для измерения высоты светил над горизонтом, и равноденственное кольцо для наблюдения времени равноденствий.
Только в XV веке появился другой звёздный каталог (Улугбека), основанный на оригинальных наблюдениях, хотя по точности измерений не превосходивший «Альмагест». Первый европейский высокоточный каталог опубликовал Тихо Браге (каталог Коперника был ещё основан на данных «Альмагеста»).

### Теория движения планет

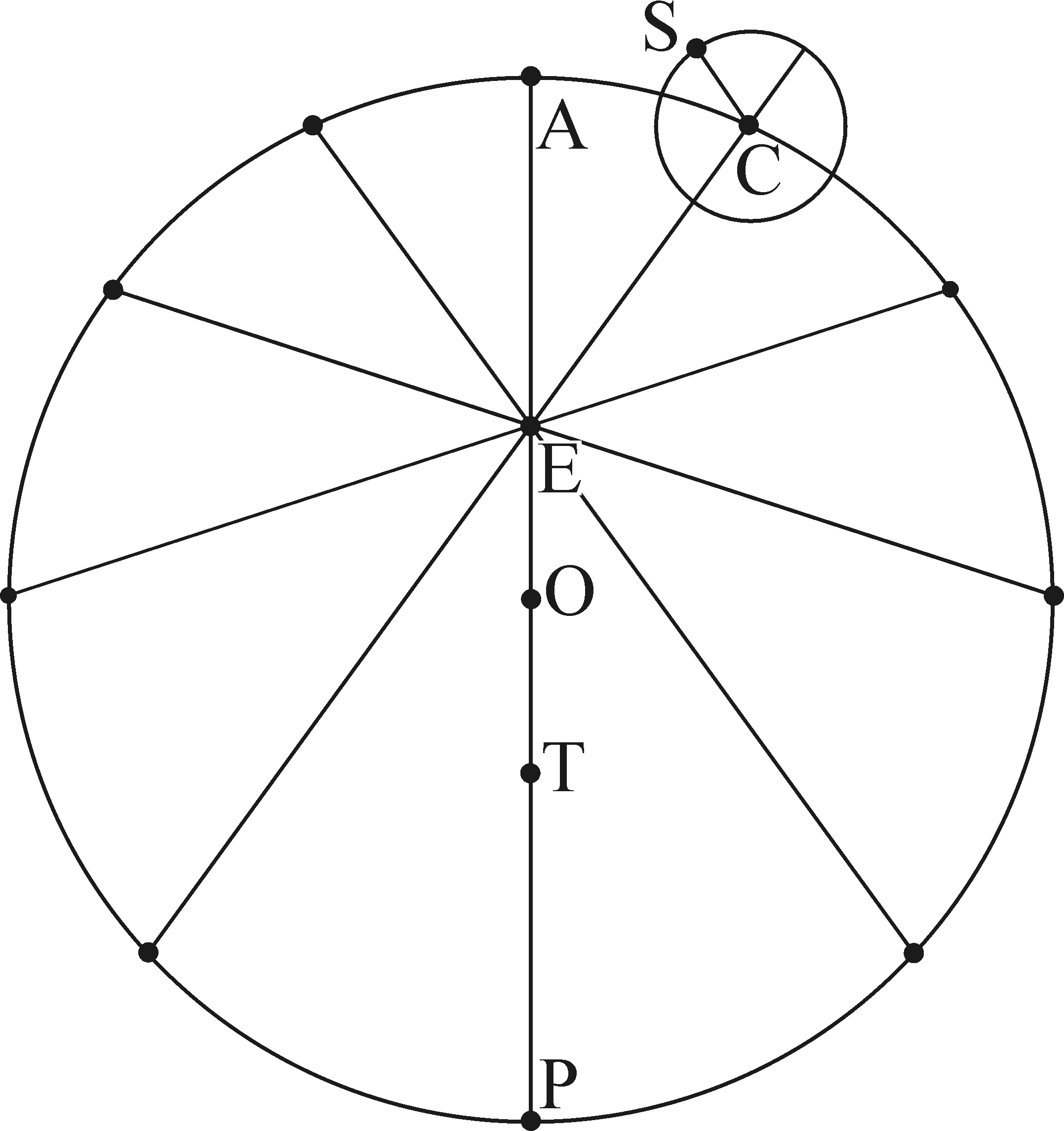
Теория бисекции эксцентриситета, положенная в основу теории движения планет «Альмагеста». Точки на окружности показывают положения планеты через равные промежутки времени. O — центр деферента, T — Земля, E — точка экванта, A — апогей деферента, P — перигей деферента, S — планета, C — средняя планета (центр эпицикла)

Последние пять книг «Альмагеста» содержат главный научный вывод Птолемея — первую в истории астрономии полную и весьма точную теорию движения планет. Сложные неравномерные петлеобразные видимые движения планет на небе он разложил на простые круговые и равномерные, представив их как результат суперпозиции движений по эксцентрикам, эпициклам и деферентам; Птолемей вводил и широтные колебания орбит.
Наиболее эффективной оказалась одна особая деталь в модели Птолемея. Центр деферента для каждой планеты не только не совпадал с центром Земли (такие эксцентрики были уже в моделях Гиппарха); у Птолемея движение по деференту не было равномерным относительно центра деферента — равномерным оно представлялось лишь из особой точки, располагавшейся симметрично с центром Земли относительно центра деферента. Такая «уравнивающая» движение точка была так и названа «уравнивающей» (по-гречески «эквант»). Введение экванта обеспечивало весьма хорошее совпадение теории Птолемея с наблюдениями (ошибка в определении положения планет не превышала 10′), хотя и выглядело как явное отступление от аристотелевских принципов разложения небесных движений на равномерные круговые движения.
Фактически эквант был введён Птолемеем, чтобы согласовать теорию с движением наиболее «строптивой» планеты — Марса. У Марса величины дуг, отвечавших попятным движениям (в проекции на небесную сферу) различались в два раза вблизи перигея и апогея планеты; введение экванта позволило учесть это различие, дополнительно ускорив видимое движение планеты в перигее и замедлив в апогее. Сравнительный расчёт движения Марса за период с 1971 по 1984 гг., проведённый в 1984 г. на ЭВМ Д. Эвансом (США) в геоцентрической модели без экванта и с эквантом, показал поразительную близость расчётов по модели с эквантом к расчётам по современной гелиоцентрической модели (объясняется это тем, что введение экванта впервые позволило весьма точно отразить эллиптическое кеплерово движение.
В результате всех существенных уточнений, внесённых Птолемеем в модель Гиппарха, положения всех светил в рамках модели Птолемея определялись с ничтожной по тем временам ошибкой — порядка 1°. Это надолго обеспечило надёжность вычисления планетных эфемерид. Однако в рамках геоцентризма было необъяснимо, почему радиус-вектор любой планеты в первом её эпицикле всегда совпадал с радиус-вектором Земля — Солнце, а базовый период обращения по первому эпициклу для верхних планет (Марс, Юпитер, Сатурн) и по деференту для нижних (Меркурий, Венера) был в точности равен году; неясно было также, почему Меркурий и Венера никогда не отходят далеко от Солнца, вращаясь вокруг Земли синхронно с ним (эти закономерности получили простое и логичное объяснение лишь в гелиоцентрической модели Коперника).

### Математические результаты Птолемея
В «Альмагесте» решены некоторые математические задачи, имевшие практическую важность для астрономических расчётов, в частности, построена таблица хорд с шагом в полградуса, доказана теорема о свойствах четырёхугольника, известная ныне как теорема Птолемея.
Расчётные методы Птолемея в целом вавилонского происхождения: употребляются шестидесятеричные дроби, полный угол делится на 360 градусов, введён специальный символ нуля для пустых разрядов и т. д.
Для астрономических расчётов используется подвижный древнеегипетский календарь с фиксированной длиной года 365 дней с началом отсчёта от эры Набонассара 1 тота (начало древнеегипетского года) = 26 февраля в 12 часов дня 747 г. до н. э.

## Комментаторы «Альмагеста»
Вплоть до появления гелиоцентрической системы «Альмагест» оставался важнейшим астрономическим трудом.
Начиная с III века, книгу Птолемея изучали и комментировали во всём мире.
В VIII веке книга была переведена на арабский язык, а ещё через век она достигла средневековой Европы.
Модель Птолемея безраздельно господствовала в астрономии до XVI века.
Наиболее известные комментаторы «Альмагеста»:
- Античные: Клавдий Гален, Порфирий, Папп Александрийский, Теон Александрийский, Гипатия, Прокл Диадох, Синезий Киренский, Иоанн Филопон.
- Средневековые исламские: ал-Хорезми, Ал-Фаргани, Сабит ибн Курра, Ал-Баттани, Ас-Суфи, Аль-Бируни, Омар Хайям, Ат-Туси.
- Средневековые европейские: Пурбах, Региомонтан, Иоанн Сакробоско, Христофор Клавий.

## Критика
Птолемей заявляет в книге, что долготы звёзд приведены на начало царствования римского императора Антонина Пия, то есть на июль 137 года н. э. (долготы постепенно меняются вследствие прецессии земной оси). Однако современные вычисления показали, что приведённые в «Альмагесте» долготы соответствуют скорее 58 году. Этот факт комментаторы объясняют по-разному. Ещё в X веке персидский астроном Ас-Суфи предположил, что данные наблюдений «Альмагеста» получил не Птолемей, а Менелай Александрийский, живший во II веке н. э. Тихо Браге предложил иное объяснение, получившее широкое распространение: Птолемей использовал наблюдения Гиппарха, которые скорректировал на величину прецессии, однако использовал неточную величину прецессии (1° за 100 лет вместо 1° за 70 лет). Предлагались и другие версии.
Американский физик Роберт Рассел Ньютон опубликовал книгу «Преступление Клавдия Птолемея» (1977), в которой обвинил Птолемея в фальсификации данных и подгонке их под теории, изложенные в «Альмагесте», а также в выдаче достижений Гиппарха за свои. Ряд историков науки считают эти обвинения малообоснованными. Анализ данных «Альмагеста» показывает, что значительная часть данных, особенно для самых ярких звёзд, принадлежит самому Птолемею.
А. К. Дамбис и Ю. Н. Ефремов исследовали координаты звёзд каталога с учётом современных данных по их собственным движениям, то есть определяли период, когда положение 40 относительно быстро движущихся звёзд относительно соседних звёзд было максимально близко к приведённому в «Альмагесте». Результаты их расчётов подтвердили, что Птолемей для многих (не для всех) звёзд использовал данные Гиппарха, II век до н. э., которые Птолемей пересчитал с учётом прецессии. Близкие результаты были получены М. Л. Городецким.
Захаров А. И. по результату исследования видимых звёздных величин каталога с учётом современных моделей атмосферной экстинкции показал, что величины звёзд каталога наблюдались Птолемеем в Александрии во II веке н. э.

## Русский перевод
- Клавдий Птолемей. Альмагест / Перевод с древнегреческого И. Н. Веселовского, Науч. ред. Г.Е.Куртик. — М.: Наука, 1998. — 672 с. — ISBN 5-02-015167-X.